# Norihito Takamado

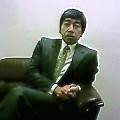
Prinz Takamado

Prinz Norihito von Takamado, japanisch 高円宮憲仁親王 Takamado-no-miya Norihito-shinnō, (* 29. Dezember 1954 in Tokio; † 21. November 2002 in Shinjuku, Tokio) war der dritte Sohn des Prinzen Mikasa (Takahito). Er war ein Cousin des japanischen Kaisers Akihito, Mitglied des japanischen Kaiserhauses und stand zuletzt bis zu seinem Tod auf Platz sieben der Thronfolge auf den Chrysanthementhron.

## Leben
Prinz Takamado studierte Rechtswissenschaften an der juristischen Fakultät der Gakushūin-Universität, die er 1978 abschloss. Von 1978 studierte er in Kanada an der Queens-Universität in Kingston/Ontario. Von 1981 bis 2002 war er in einer Leitungsfunktion der Japan Foundation beschäftigt. Der Prinz war zudem ein Kunstsammler, dessen Sammlung beispielsweise vom 6. Dezember 1997 bis zum 8. März 1998 im Museum für Ostasiatische Kunst der Staatlichen Museen zu Berlin ausgestellt wurde. Dabei handelt es sich insbesondere um sogenannte Netsuke. Die Stücke der „Prince Takamado Collection“ stammen hauptsächlich aus der zeitgenössischen Ära. Sie wurden gemeinsam von Prinz und Prinzessin Takamado zusammengetragen.
Einer seiner letzten offiziellen Besuche führte ihn gemeinsam mit seiner Gemahlin Prinzessin Hisako von Mai bis Juni 2002 nach Südkorea. Hier war er von der koreanischen Regierung zur Eröffnungszeremonie der Fußball-Weltmeisterschaft 2002 Korea-Japan eingeladen worden. Die Hoffnung darauf, dass Kaiser Akihito selbst an der feierlichen Eröffnung teilnehmen würde, wurde jedoch nicht erfüllt. Aus Tokio kam die Antwort, dass der Zeitpunkt für den Kaiser ungünstig gewählt sei. Obwohl an den Eröffnungszeremonien normalerweise die Staatsoberhäupter teilnehmen, hatten die Organisatoren zudem befürchtet, dass die Gegenwart des japanischen Kaisers in Korea für Unruhen sorgen könnten. Dies war der erste offizielle Besuch eines Mitgliedes des Japanischen Kaiserhauses nach dem Zweiten Weltkrieg. Das Paar bereiste viele Teile Koreas, traf sich unter anderem mit dem Präsidenten Kim Dae-jung und legte einen Kranz am Mahnmal für die Opfer der japanischen Angriffe nieder.
Am 21. November 2002 brach der Prinz während eines Squash-Spiels mit dem kanadischen Botschafter Robert G. Wright an der kanadischen Botschaft in Tokio plötzlich zusammen und wurde in das Keiō-Universitätskrankenhaus gebracht, wo er an Kammerflimmern verstarb.
Das offizielle Begräbnis des Prinzen fand auf dem Friedhof Toshimagaoka im Norden Tokios statt.

## Familie
Prinz Takamado hat sich am 17. September 1984 mit Hisako Tottori, der ältesten Tochter von Shigejirō Tottori verlobt (納采の儀, nōsai no gi). Sie heirateten am 6. Dezember 1984 und haben drei Töchter:
- Prinzessin Tsuguko (承子女王, Tsuguko-joō; * 8. März 1986)
- Noriko Senge (geb. Prinzessin Noriko) (典子女王, Noriko-joō; * 22. Juli 1988), verheiratet mit Kunimaru Senge
- Ayako Moriya (geb. Prinzessin Ayako) (絢子女王, Ayako-joō; * 15. September 1990), verheiratet mit Kei Moriya

Tsuguko studierte Soziologie in Schottland an der Universität Edinburgh, Noriko Klinische Psychologie an der Gakushūin-Universität und Ayako Wohlfahrt an der Internationalen Jōsai-Universität.
Prinz Takamado war Präsident und Ehrenpräsident mehrerer Organisationen vor allem im Bereich von Musik, Tanz, internationaler Austausch und Sport. Er war häufig auf Auslandsreisen, um Japan in verschiedenen Funktionen zu vertreten.